# Bizarre (revue)
Pour les articles homonymes, voir Bizarre.
Bizarre est une revue littéraire et artistique française influencée par le surréalisme et la 'Pataphysique. Fondée par Michel Laclos, éditée par Éric Losfeld au printemps 1953 puis reprise par Jean-Jacques Pauvert en mai 1955 après deux numéros, elle a publié un total de 48 numéros avant de disparaître en mars 1968.

## Histoire
Irrespectueuse de tout, y compris de l'orthodoxie surréaliste selon André Breton, elle faisait vagabonder dans l'absurde et le non-sens, cultivait volontiers l'humour noir, collectait les anecdotes invraisemblables. Membre du Collège de 'Pataphysique, Michel Laclos en fut longtemps le responsable rédactionnel touche-à-tout. Lui et ses auteurs se passionnent pour les sujets les plus étranges et affichent des goûts éclectiques. En 1962, c'est J.-P. Castelnau qui prend la direction éditoriale. Les collaborateurs de la revue se retrouvaient souvent dans la librairie de Roger Cornaille, Le Minotaure, qui mêlait surréalisme et cinéma. Ils sont parmi les premiers à parler de science-fiction et abordent également la question des « monstres » qui nous entourent. Annonciatrice des événements de mai 68, la revue Bizarre a occupé une place sensible dans le paysage culturel français.
Le premier numéro avait été un hommage à Gaston Leroux, le second, sortie en octobre 1953, fut consacré au cent-cinquantenaire du caricaturiste Grandville ; le numéro de décembre 1955 comporte un dessin de couverture signé René Magritte ; une autre livraison, en avril 1956 — dirigé par Raymond Queneau — porte sur les fous littéraires ; celle consacrée à Raymond Roussel parue durant l'été 1964. Le dernier numéro — le 46 —, sorti en mars 1968, est consacré à Romaine Brooks. 
Dans ses Mémoires, Jean-Jacques Pauvert écrivait : « [...] Les dessinateurs que nous révélions depuis Siné renouvelaient le genre. [...]. Début 1960 déjà, nous avions publié coup sur coup deux numéros : ‘‘Dessins inavouables’’ et ‘‘Supplément aux dessins inavouables’’. Fort bien présentés par Michel Laclos, ils rassemblaient les dessins refusés par la presse française, encore bien conventionnelle. Folon, Chaval, Gébé, Topor, Cardon, Le Foll, Siné bien sûr, Maurice Henry (poète) , Trez, Mose, André François (je ne peux pas les citer tous), y installaient le dessin d’humour moderne. C’était le début d’une époque... La nouvelle génération de dessinateurs se met à graviter autour de Bizarre et porte au cœur, sous diverses formes, l’explosion du printemps 1968. Siné est le chef de file, il apparaît dès 1955, avec des dessins anticléricaux qui sont dans les sommets du genre, cruels et drôles. »
En février 1995, Mathias Pauvert et Michel Desgranges tentent de relancher la revue sous le titre Nouveau Bizarre.
Une anthologie des meilleures pages de la revue, établie et commentée par Jean-Marie Lhôte, a été publiée par Berg International en 2009.

## Collaborateurs
Parmi les collaborateurs de Bizarre, on dénombre :
- Jean-Christophe Averty
- François Caradec
- Chaval
- Roger Cornaille
- Jacques-Louis Delpal
- Robert Doisneau
- Jean Ferry
- Folon
- Robert Giraud
- Ado Kyrou
- Francis Lacassin
- Michel Laclos
- Michel Leiris
- Jean-Marie Lhôte
- Raymond Queneau
- Jean Ray
- Michel Seldow
- Siné
- Jacques Sternberg
- Topor
- Wolinski